# Gangster Disciples

Gangster Disciples est un gang qui a été fondé dans les années 1960, dans les quartiers sud de Chicago (Illinois), aux États-Unis, par Larry Hoover (en). Le gang, toujours actif, possède une culture présentée comme une religion, une chaîne de commandement permettant une organisation structurée ainsi qu'un énorme réseau de trafic de drogues.

## Fondation
Les deux fondateurs sont Larry Hoover (en), appelé King Hoover et David Barksdale (en), appelé King David. Ils ont fusionné leurs gangs en 1969 sous le nom de Black Gangster Disciple Nation puisque Hoover possédait les Black Gangsters et Barksdale, les Black Disciples.
Lorsque Hoover a été reconnu coupable d'un meurtre et condamné à entre 150 et 200 ans de prison en 1973 et que Barksdale est mort d'une insuffisance rénale en 1974, une lutte interne a eu lieu au sein de la direction. Le gang s'est alors divisé en trois : Gangster Disciples, Black Disciples et Black Gangsters.

## Membres célèbres
Larry Hoover (en), aussi appelé King Hoover, et David Barksdale (en), alias King David, sont les fondateurs de la bande, qui compte aussi dans ses rangs le père de Kendrick Lamar, artiste de la scène rap américaine.

## Symbolique
Une étoile de David est l'un des symboles clés du gang. Chaque branche possède une signification propre : amour, vie, sexe, loyauté, connaissance, sagesse et compréhension.